# Irma Benčić
Irma Benčić († 1. ožujka 1945.), istarska antifašistkinja, istaknuta heroina NOP-a i žrtva nacifašističkog terora.
Kao mlada pridružila se NOP-u. Ubijena je u noći s 28. veljače na 1. ožujka 1945. godine u partizanskoj bazi kod Novigrada, Bužiniji, zajedno s ocem Antonom i partizanom i suborcem iz Labina, Antunom Ružićem.
U spomen njoj, ali i ostalim žrtvama fašističkog terora, u Novigradu joj je podignuta bista i posvećen park.

## Vanjske poveznice
- 72. obljetnica stradanja Irme Benčić  Arhivirana inačica izvorne stranice od 7. listopada 2018. (Wayback Machine)